# Karl von Wetzky
Karl von Wetzky (tschechische Schreibung Karel Vrchovecký; geboren am 31. Dezember 1935 in Troppau, Tschechoslowakische Republik; gestorben am 6. März 2001 in Philadelphia, USA) war ein deutsch-tschechischer Journalist, Schriftsteller und Übersetzer.

## Leben
Von Wetzky arbeitete als Deutschstämmiger in der Tschechoslowakei zunächst als Fahrdienstleiter, Bergarbeiter und leistete Militärdienst. In den 1960er Jahren wurde er Zeitungsredakteur, arbeitete auch für Rundfunk und Fernsehen und war schließlich Leiter des Kinos „Sokolovo“ in Prag. Er veröffentlichte auf Tschechisch 1976 den Roman Úder přijde z mlhy („Der Schlag kommt aus dem Nebel“), eine Geschichte über einen Gegenangriff deutscher Truppen an der Westfront am Ende des Zweiten Weltkriegs. Außerdem schrieb er drei militärgeschichtliche Sachbücher. 1978 siedelte er in die Bundesrepublik über, wo er sich in Wuppertal niederließ und vorwiegend für den Rundfunk arbeitete. Er veröffentlichte eine Reihe von Science-Fiction-Kurzgeschichten in von Wolfgang Jeschke herausgegebenen Anthologien. Bis auf Die Beschleunigung des Prozesses (1987) erschienen diese alle unter dem Autorennamen Karl Wrchowetzky. Außerdem übersetzte er für eine von Jeschke herausgegebene Reihe internationaler Science-Fiction tschechische Science-Fiction-Erzählungen ins Deutsche.
1994 erschien von Wetzkys deutschsprachiges Romandebüt Gojele – oder: eines Christenbuben jüdische Abenteuer, nachdem die Zeit der Scho'a zu Ende war. Er behandelt eine Episode aus dem Leben von Wetzkys als bei Kriegsende er und seine Mutter durch ein bürokratisches Versehen nicht in das Sammellager für auszusiedelnde Deutsche nach Weidenau geschickt wurden, sondern nach Weidenitz in ein Sammellager osteuropäischer Juden, die sich auf die Ausreise nach Palästina vorbereiteten. Der Roman schildert die Anpassungsschwierigkeiten des jungen deutschen Protagonisten in einer ihm völlig neuen, hebräisch sprechenden Umgebung. 1999 war von Wetzky Stipendiat des Nürnberger Autorenstipendiums.
Von Wetzky lebte zuletzt bei Bonn und starb 2001 während eines Studienaufenthalts in den USA im Alter von 65 Jahren an Herzversagen.

## Bibliografie
Roman
als Vrchovecký:
- Úder přijde z mlhy. Pressfoto, Prag 1976.

als Karl von Wetzky:
- Gojele – oder: eines Christenbuben jüdische Abenteuer, nachdem die Zeit der Scho'a zu Ende war. Morgenbuch, Berlin 1994, ISBN 3-371-00388-4.

Sachliteratur
- Záhadné zbraně hrozí. Albatros, Prag 1975.
- Hrozba z nebe : Malé dějiny vzdušné války. Albatros, Prag 1977.
- Lehčí než vzduch : kapitoly z malých dějin vzduchoplavby. Panorama, Prag 1979.

Sammlungen
- Die besten Ärztewitze der Welt. Bechtermünz, Eltville am Rhein 1991, ISBN 3-927117-73-0.
- Die besten Ehewitze der Welt. Bechtermünz, Eltville am Rhein 1991, ISBN 3-927117-74-9.
- Die besten Juristenwitze der Welt. Bechtermünz, Eltville am Rhein 1991, ISBN 3-927117-76-5.
- Die schmutzigsten Witze der Welt. Bechtermünz, Eltville am Rhein 1991, ISBN 3-927117-77-3.

Kurzgeschichten
- Nimm die Schätze und verlasse uns! In: Wolfgang Jeschke (Hrsg.): Heyne Science Fiction Magazin, #3. Heyne SF&F #3888, 1982, ISBN 3-453-30811-5.
- Morgen wird die Kiste gebracht. In: Wolfgang Jeschke (Hrsg.): Science Fiction Story Reader 20. Heyne SF&F #3995, 1983, ISBN 3-453-30931-6.
- Nach Babylon, nach Babylon! In: Wolfgang Jeschke (Hrsg.): Science Fiction Story Reader 21. Heyne SF&F #4041, 1984, ISBN 3-453-30983-9.
- … und dann singen alle die Hymne. In: Wolfgang Jeschke (Hrsg.): Venice 2. Heyne SF&F #4199, 1985, ISBN 3-453-31174-4.
- Die Beschleunigung des Prozesses. In: Wolfgang Jeschke (Hrsg.): L wie Liquidator. Heyne SF&F #4410, 1987, ISBN 3-453-00419-1.

Übersetzungen
Von Wetzky übersetzte tschechische Science-Fiction-Erzählungen in der von Wolfgang Jeschke bei Heyne herausgegebenen Anthologienreihe mit internationaler Science-Fiction:
- Die Strasse nach Candarei. Heyne SF&F #5275, 1995, ISBN 3-453-07974-4.
- Das Proust-Syndrom . Heyne SF&F #5999, 1999, ISBN 3-453-14886-X.
- Das Jahr der Maus. Heyne SF&F #6320, 2000, ISBN 3-453-15651-X.
- Das Wägen von Luft. Heyne SF&F #6335, 2000, ISBN 3-453-16177-7.